# Мухаммед-бек Ашуг
Мухаммед-бек Бехбуд-бек оглу Джеваншир (азерб. Məhəmməd bəy Aşiq; 1800—1861) — азербайджанский поэт. Писал под псевдонимом Ашуг. 

## Жизнь
Мухаммед бек Ашуг (Мухаммед-бек Бехбуд-бек оглы Сарыджалы-Джеваншир) по возрасту один из самых старших среди поэтов Карабаха, творивших в XIX веке. Он родился в 1800 году в городе Шуша. Его  отец,  Бехбуд бек представитель одного из самых известных родов Карабаха – Сарыджалы-Джеванширов.
Мухаммед-бек получил хорошее образование в медресе. Как и другие представители интеллигенции того времени, он овладел несколькими восточными языками. Бехбуд-беку на территории Карабахского ханства, в магалах Варенде и Зангезур, принадлежал ряд деревень.
Под конец жизни он разделил свои владения между двумя сыновьями – Мухаммедем и Беюком. Мухаммед-бек подарив свою долю брату, поселился в селе Зангилан, которое он приобрел совсем недавно. Но на новом месте жизнь его не наладилась, и Махмуд решил сменить места жительства. С этой целью он переезжает в Ордубад. Здесь он женился на дочери Ехсан хана Кенгерлинского – Соне бейим, и прожил до самой смерти в Ордубаде.
Скончался Магомед бек Ашуг в 1861 году.

## Творчество
Часть своих стихотворений Мухаммед бек опубликовал за своей подписью, другую под псевдонимом – Ашуг.
Ашуг Пери посвятил большинство своих стихов азербайджанский поэт и ашуг из знаменитого Карабахского рода Джаванширов - Мухаммед бек ашуг Зангилани.
Дошедшие до нас его произведения собрал и опубликовал в издательстве "Шуша" в 2000 году журналист-исследователь Анвар Чингизоглы.